# Fontaine-Notre-Dame (Norte)
 Fontaine-Notre-Dame  es una población y comuna francesa, en la región de Norte-Paso de Calais, departamento de Norte, en el distrito de Cambrai y cantón de Cambrai-Ouest.

## Demografía
| 1467 | 1410 | 1489 | 1560 | 1639 | 1632 |
| Para los censos de 1962 a 1999 la población legal corresponde a la población sin duplicidades (Fuente: INSEE [Consultar]) |      |      |      |      |      |